# Kvittningslagen
Lag (1970:215) om arbetsgivares kvittningsrätt, även kallad kvittningslagen reglerar en arbetsgivares rätt att kvitta en fordran på en arbetstagare mot dennes lön.
Huvudprincipen är att arbetsgivare endast får göra en sådan kvittning med arbetstagarens medgivande, så kallad frivillig kvittning. Arbetstagaren kan när som helst återkalla sitt medgivande till frivillig kvittning. I dessa fall återstår det för arbetsgivaren att ansöka om stämning eller betalningsföreläggande för att få ut sin fordran.
Kvittning utan arbetstagarens medgivande, tvungen kvittning, får undantagsvis ske med klar och förfallen motfordran som grundar sig på anställningen. Vid tvungen kvittning garanteras arbetstagaren en lön som möjliggör skälig levnadsstandard. Det är Kronofogdemyndigheten som räknar ut det kvittningsfria beloppet utifrån uppgifter från arbetsgivaren. Arbetsgivaren måste därför inhämta besked i ärendet från Kronofogdemyndigheten. Kronofogdemyndigheten prövar i dessa fall inte om arbetsgivaren har rätt att kvitta.
Utanför lagens tillämpningsområde faller avdrag på arbetstagarens lön som beror på korrigering av preliminärt beräknad lön, löneavdrag som utgör disciplinpåföljd eller avdrag för förskott på lön.
Lagen instiftades 1970 och ändrades senast 2006.